# Devianti
I Devianti (Deviants) sono una specie immaginaria appartenente ai fumetti Marvel Comics creati da Jack Kirby che ha esordito nel luglio del 1976 nei volumi The Eternals allora editi da Editoriale Corno.

## Storia
I Devianti sono una sottospecie dell'uomo, creata eoni fa dai Celestiali insieme agli Eterni.
I Devianti sono in conflitto con gli Eterni, in quanto in principio non tolleravano la bellezza e i poteri dati dai Celestiali e fecero di tutto per scatenare una guerra con essi. Quando però gli Eterni si videro costretti a richiamare i Celestiali in quanto in estrema inferiorità numerica (qualche milione contro circa un centinaio), questi li decimarono nuovamente distruggendo la loro capitale, Lemuria, che venne sommersa dalle acque e relegandoli ad una vita nelle profondità della Terra.
Fra le rovine di Lemuria i Devianti tentano ancora di riprendere il controllo del pianeta Terra tramando complotti e ampliando le loro vastissime conoscenze tecnologiche, credendo fermamente che i Celestiali non li abbiano estinti perché la Terra diventasse il loro pianeta.

### Skrull
I Celestiali hanno compiuto i loro esperimenti genetici anche sul pianeta degli Skrull, Skrullos. Gli attuali Skrull sono i discendenti dei Devianti, che hanno nettamente prevalso sulle altre due specie (Skrull originali e Skrull Eterni); gli Skrull mostrano infatti le stesse caratteristiche dei Devianti terrestri (mutano forma e sono particolarmente crudeli e aggressivi). Gli unici esponenti delle altre due specie sono lo Skrull Originale e lo Skrull Eterno (Kly'bn).

## Caratteristiche
I Devianti sono molto meno potenti dei perfetti Eterni, ma la loro enorme capacità riproduttiva ovvia a questo squilibrio.
Questi esseri hanno la caratteristica di essere una popolazione mutevole: non esiste un solo individuo uguale all'altro, il codice genetico è in continua mutazione, generazione dopo generazione.
Il loro aspetto è generalmente antropomorfo ma per lo più alterato e mostruoso: la loro pelle è verdastra, marrone, rossastra, grigia etc. e può essere ricoperta di squame, creste o simili. Alcuni sono dotati di corna, altri di code, di zanne, e/o simili.
La natura di queste creature è spesso aggressiva e violenta, e non sembrano dotati di pietà o di clemenza: nonostante ciò sono anche più intelligenti degli umani e dotati di favella.
I Devianti hanno alcune abitudini alquanto ferine: uccidere senza pietà o per divertimento, mangiare animali vivi, ecc.

### Mutati
A causa del codice genetico instabile, alcuni Devianti sono particolarmente mostruosi: questi esseri sono detti Mutati e vengono discriminati dagli altri Devianti, che li considerano degli intoccabili, li imprigionano e li uccidono in massa oppure li usano nelle arene come forma di intrattenimento, come guerrieri o schiavi. I Mutati hanno in genere ben poco di antropomorfo, sono veri mostri; può succedere paradossalmente che abbiano aspetto totalmente umano (come il Reietto) o che abbiano intelligenza e buon cuore (come Karkas).

## Poteri e abilità
I Devianti possono alterare il proprio codice genetico modificando l'aspetto fisico: possono ad esempio farsi spuntare corna o altri attributi fisici o addirittura assumere forma totalmente umana. Alcuni Devianti sono straordinariamente longevi, altri (soprattutto i Mutati) hanno poteri derivanti dagli attributi fisici (ad esempio un Deviante dotato di tentacoli potrà facilmente imprigionare un nemico con questi) o sono particolarmente forti, agili e resistenti. I Devianti sono inoltre in grado di guarire in modo rapidissimo.

## Altri media

### Cinema

#### Marvel Cinematic Universe
I Devianti appaiono come antagonisti nel film del Marvel Cinematic Universe Eternals, distribuito nel 2021.